# Hyakuen no koi
Hyakuen no koi (百円の恋) é um filme de comédia japonês realizado por Masaharu Take e protagonizado por Sakura Ando. Foi lançado no Japão a 20 de dezembro de 2014.
O filme foi escolhido para representar o Japão na competição do Oscar de melhor filme estrangeiro da edição de 2016.

## Elenco
- Sakura Ando como Ichiko Saito
- Hirofumi Arai como Yuji Kano
- Miyoko Inagawa como Keiko
- Saori Koide como Fumiko
- Shohei Uno como Okano
- Tadashi Sakata como Noma
- Hiroki Okita como Sada
- Yōzaburō Itō como Takao
- Osamu Shigematsu como Kinoshita
- Toshie Negishi como Ikeuchi
- Ako Masuki

## Recepção
Derek Elley do Film Business Asia, deu ao filme uma nota 7 de 10 e disse que o filme é "um conto peculiar da transformação de um desajuste social".
O filme ganhou o prémio Splash do Cinema Japonês na 27ª edição do Festival Internacional de Cinema de Tóquio. O filme foi exibido em competição no 15ª Festival Nippon Connection, onde foi nomeado para o prémio Nippon Connection e escolhido em terceiro lugar no prémio Nippon Cinema. Na 88ª edição dos Prémios Kinema Junpō, o filme foi escolhido como o oitavo melhor filme japonês do ano e Sakura Ando ganhou o prémio de Melhor Actriz. Na 57ª edição dos Prémios Blue Ribbon, Sakura Ando ganhou o prémio de Melhor Actriz. Na 24ª edição do Japan Film Professional, o longa ganhou o prémio de Melhor Filme e Masaharu Take ganhou por Melhor Realizador.